# Conseil supérieur de la guerre

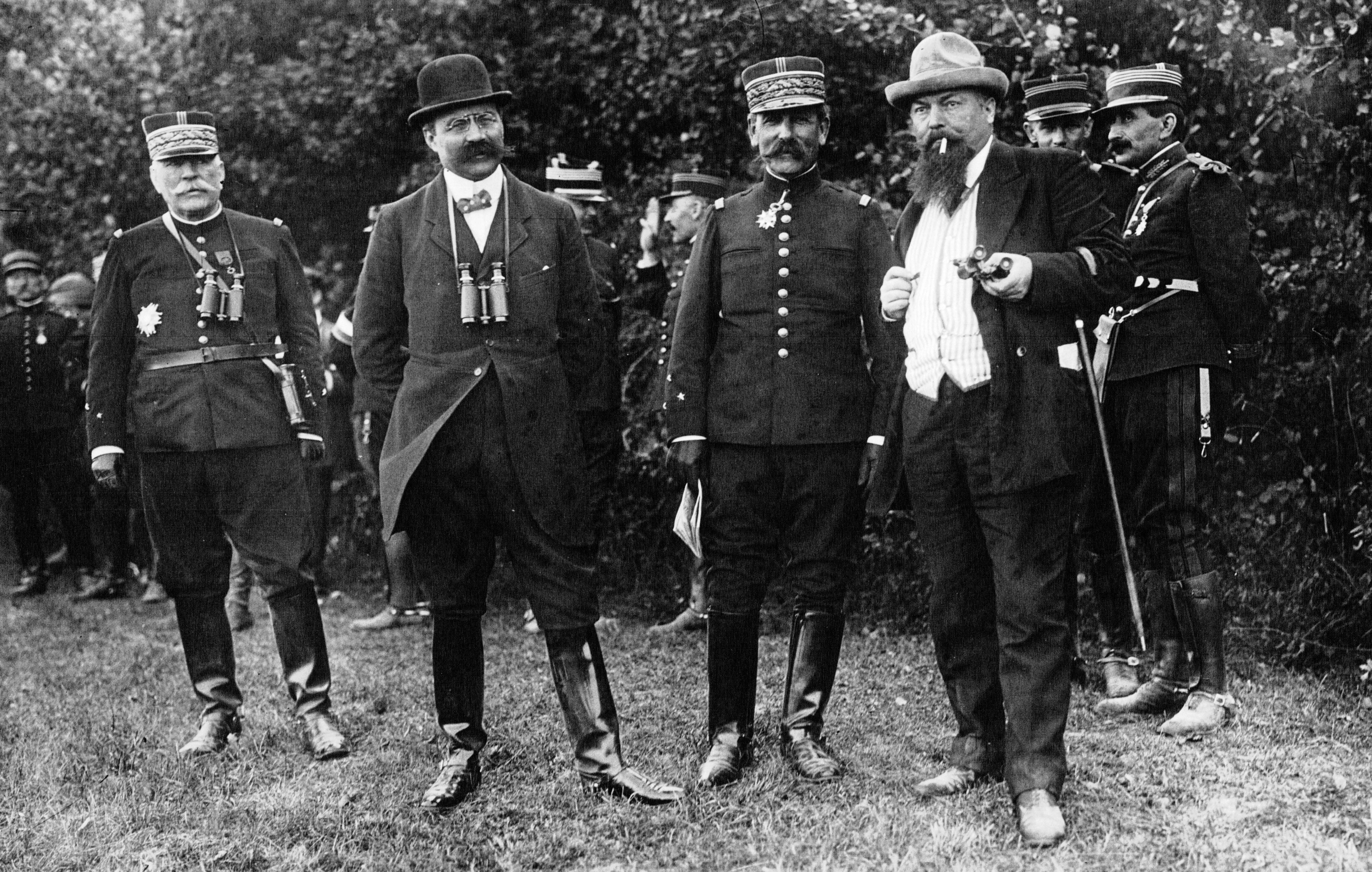
Tre membri del Conseil supérieur de la guerre nel 1911: da sinistra il generale Joseph Joffre, comandante in capo designato, il ministro della Guerra Adolphe Messimy, il generale Nicolas Charles Chomer.

Il Conseil supérieur de la guerre ("Consiglio superiore della guerra") era un organismo consultivo e deliberativo costituito in Francia con decreto del governo francese della Terza Repubblica del 27 luglio 1872 per coordinare l'amministrazione dell'esercito, migliorarne l'efficienza e la prontezza operativa e approvare le scelte strategiche generali in previsione di un'eventuale guerra in Europa.

## Storia
Il Consiglio superiore della guerra venne costituito all'inizio della Terza Repubblica per favorire la ricostituzione e la modernizzazione dell'apparato bellico francese uscito distrutto dalla disastrosa guerra contro la Prussia. Il Conseil 
era formato dai generali responsabili delle varie armi dell'esercito e dal capo di stato maggiore; mentre il Ministro della Guerra, ufficialmente il presidente del Conseil supérieur de la guerre, di regola era assente durante le riunioni dei membri. Le funzioni del Ministro della Guerra erano esercitate dal vicepresidente del Consiglio superiore che era un generale dell'esercito che era contemporaneamente designato come comandante in capo (generalissimo) in caso di guerra.
Fino al 1911 le cariche di capo di Stato maggiore dell'esercito e di generalissimo, comandante in capo designato, furono esercitate da due generali distinti; nel luglio 1911 il generale Joseph Joffre invece assunse contemporaneamente, su decisione del Ministro della Guerra Adolphe Messimy, la carica di capo di stato maggiore dell'esercito al posto del generale Auguste Dubail e di comandante in capo designato e vicepresidente del Conseil supérieur de la guerre al posto del generale Victor Constant Michel.

## Generali in comando

### Lista dei vicepresidenti delConseil supérieur de la guerre/comandante in capo designato dell'esercito francese
- Félix Gustave Saussier (1889-1897)
- Edouard Ferdinand Jamont (1898-1900)
- Joseph Brugère (1900-1906)
- Alexis Hagron (1906-1907)
- Henri de Lacroix (1907- 1909)
- Charles Louis Trémeau (1909 -1910)
- Victor Constant Michel (luglio 1910 - luglio 1911)
- Joseph Joffre (28 luglio 1911- agosto 1914)
- Ferdinand Foch (1919-1920)
- Philippe Pétain (gennaio 1920-febbraio 1931)
- Maxime Weygand (febbraio 1931-1935)
- Maurice Gamelin (1935-1940)

### Lista dei capi di Stato maggiore dell'esercito francese fino alla Prima guerra mondiale
- Marie-Joseph François de Miribel (1891-1893
- Raoul Le Mouton de Boisdeffre (1894-1898)
- Paul Marie Brault (1899-1901)
- Jean Marie Pendezec (1901-1905)
- Jean Jules Brun (1905-1909)
- Édouard Laffon de Ladebat (1909-1911)
- Auguste Dubail (1911)
- Joseph Joffre (28 luglio 1911 – agosto 1914)

## Galleria d'immagini

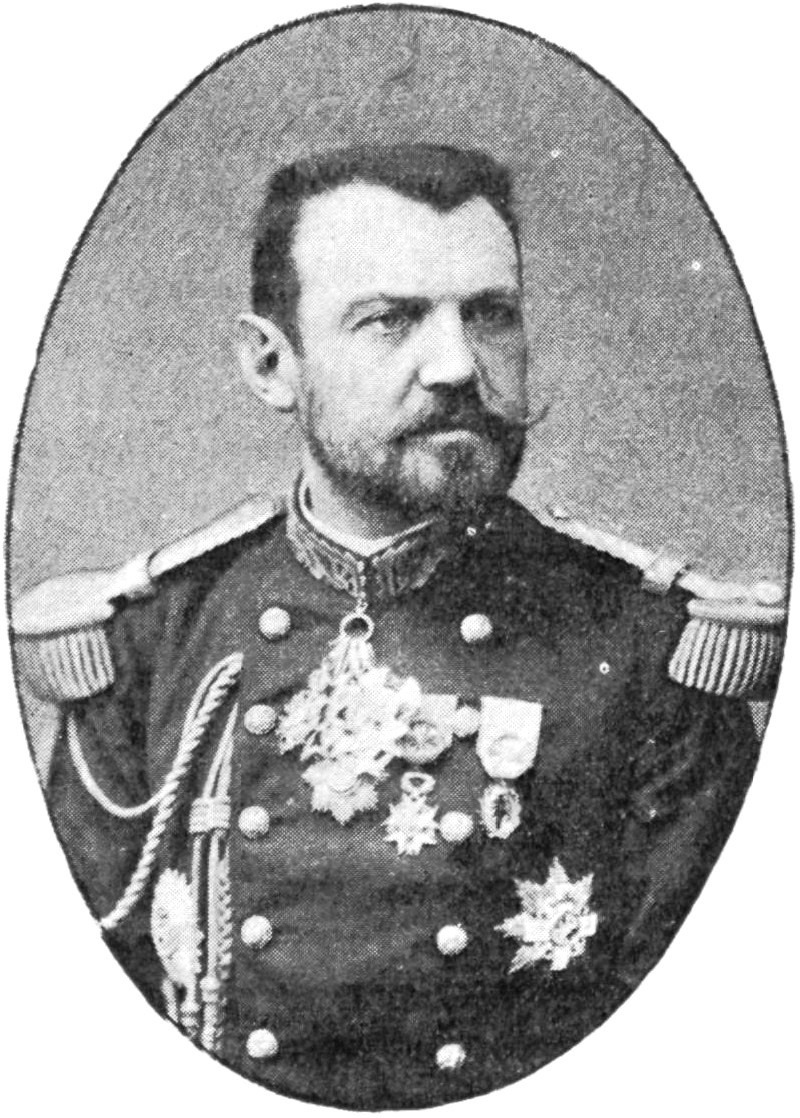
Il generale Joseph Brugère, vicepresidente del Conseil nel 1900-1906
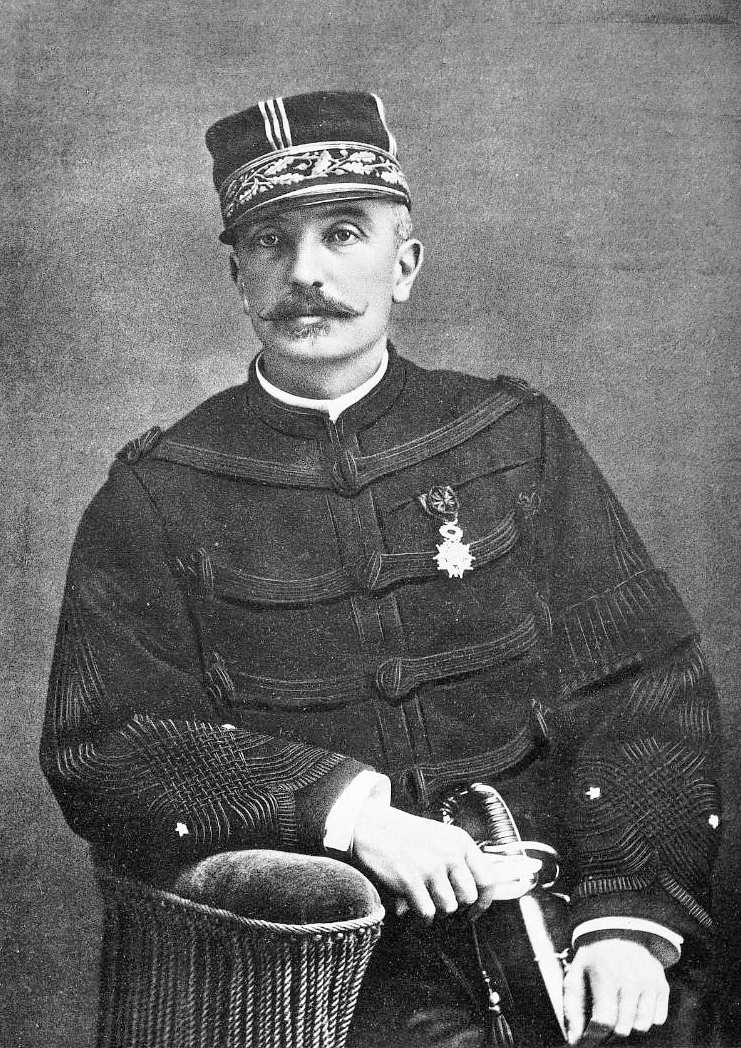
Il generale Raoul Le Mouton de Boisdeffre, capo di stato maggiore dell'esercito francese nel 1894-1898
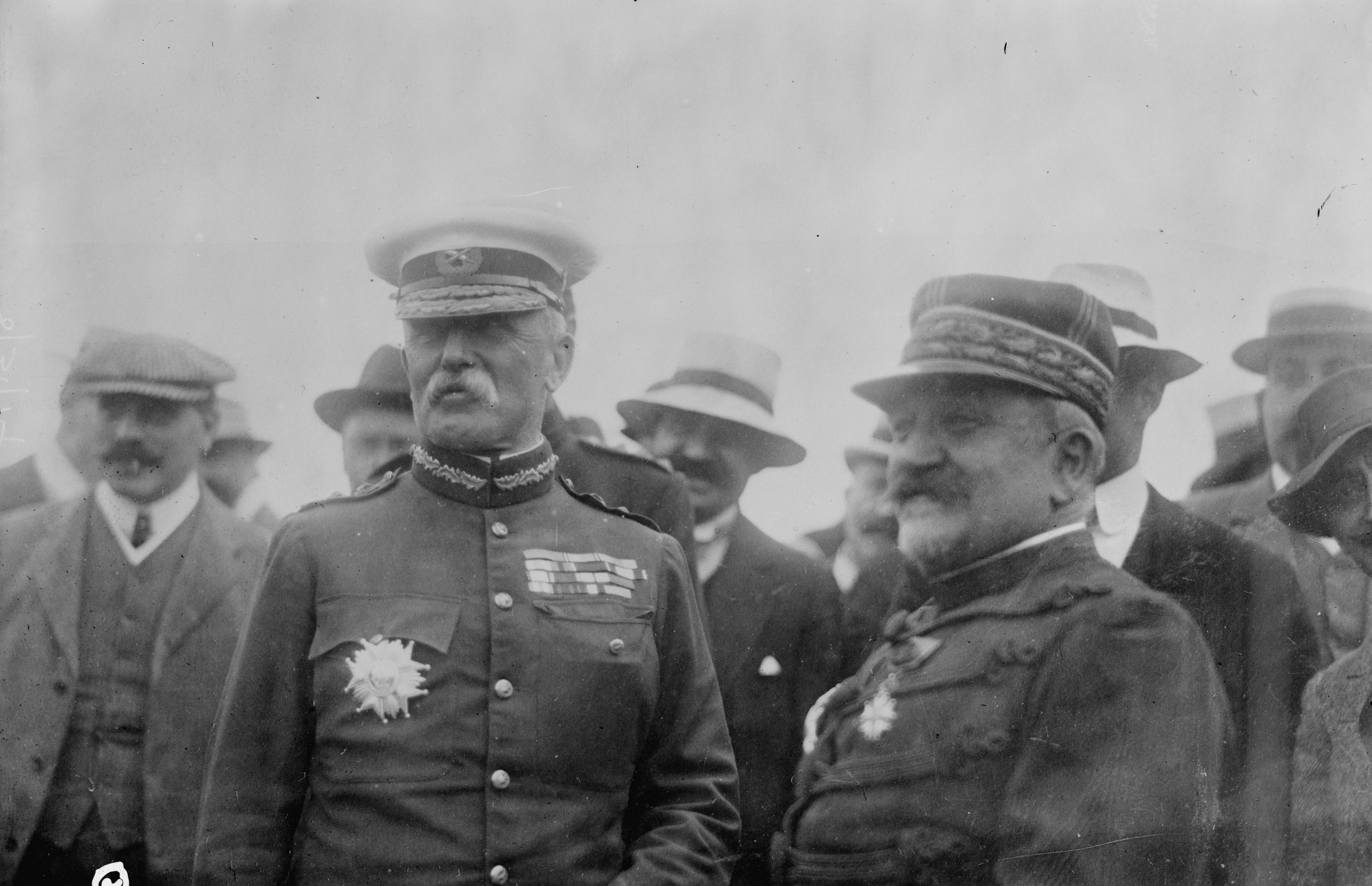
Il capo di stato maggiore nel 1905-1909, generale Jean Jules Brun, a destra, insieme al generale britannico John French
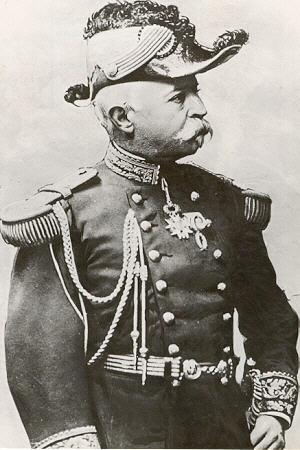
Il generale Édouard Laffon de Ladébat, capo di stato maggiore nel 1909-1911
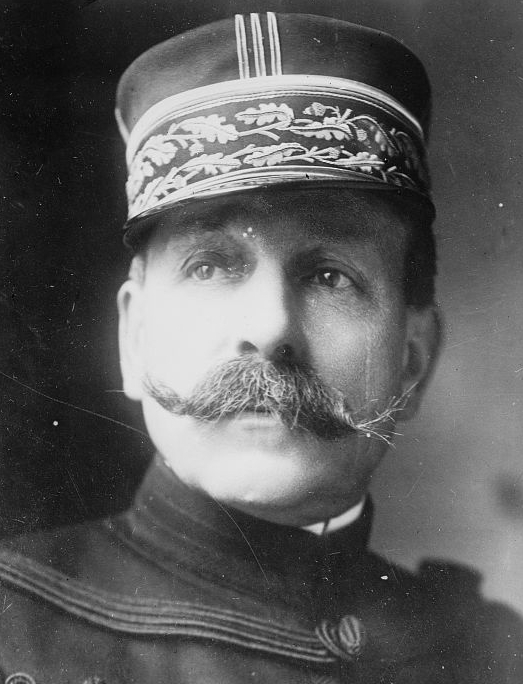
Il generale Auguste Dubail, capo di stato maggiore nel 1911
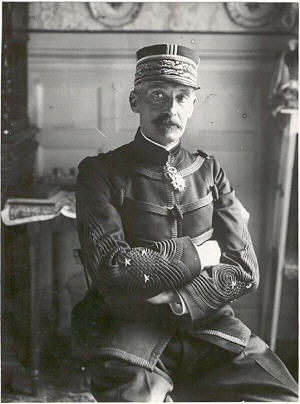
Il generale Victor Constant Michel, vicepresidente del Conseil nel 1910-1911
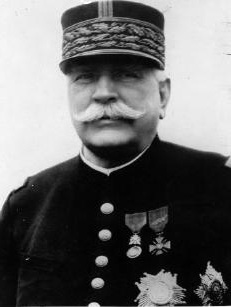
Il generale Joseph Joffre, capo di stato maggiore e vicepresidente del Conseil nel 1911-1914